# ジョー・ギブソンJr.
ジョー・ギブソンJr.は、満田拓也の漫画作品『MAJOR』およびそれを原作とするアニメ『メジャー』に登場する架空の人物である。
アニメでの声優は浪川大輔（幼少期：木村亜希子）。

## プロフィール
- ポジション：三塁手
- 投打：右投両打[1]
- 背番号
  - 1（3Aオクラホマ・ファルコンズ）
  - 4（テキサス・レイダース）
  - 21（W杯アメリカ代表）

## 人物
MLBを代表する大投手ジョー・ギブソンの長男。全米ドラフト1位で入団した大物二世。
人物像
幼少年時代、一時的にギブソンが日本でプレーすることになり、父・ギブソン、母・ローラ、妹・メリッサと共に日本で過ごした（そのため日本語が話せる）。しかし日本で1年目、ギブソンの投じた死球が本田茂治の命を奪う。ギブソンが贖罪のために日本で投げ続けると決意したことにより、日本の生活に馴染めないローラはメリッサを連れて帰国。死球の件を幼かったために知らされていなかったJr.は、父親に離婚を告げられた際に駄々をこねるが、ギブソンと一緒に日本に残ることを拒否できなかった。
そして日本で3年目、アメリカでローラとメリッサが事故死をする。Jr.はこのとき9～10歳である。ギブソンはそれでも日本に固執したため、Jr.は家族を顧みずに我が道を行く父親の姿に傷ついていった。後にギブソンは「Jr.の心のケアを考えれば帰国する以外になかった」と心境を吐露しているが、自宅を長期間不在にするメジャーリーガーとの生活の中でJr.は父親と口をきかなくなっていく。父親に背中を向けて体育座りしたり拗ねたりと意地っ張りな性質の持ち主である。殻に閉じこもり、父親のお気に入りは本田の息子であって自分ではないと思い込むようになった挙げ句にギブソンへの復讐心を醸成し、ギブソンの野球に引導を渡すことで過去を清算しようという思いに至る。こうした孤独の環境で幼少年時代からの長い歳月を一人で駆け抜け、Jr.はメジャーリーガーへの道程を歩んだ。
幼稚な欝屈を抱えたまま19～20歳になる頃、ようやく転機を迎える。父の愛情に触れると心を開き、同時にライバルとなる茂野吾郎との対決が野球への情熱に目覚めるきっかけをJr.に与えた。
主要人物の中で最も登場が遅いが、マイナー編終盤から吾郎と並ぶ扱いを受けており、本作の準主人公格といえる厚遇を受けている。
選手像
作中を代表する超一流の長距離打者で、寿也と並ぶクラッチヒッターでもある。
卓越したミート力を誇り、マイナー時代から新人離れした活躍を見せている。子供の頃から速球に滅法強く、マイナー時代に吾郎の投じた一球をいとも簡単にとらえ、W杯ではバットを粉砕されながらも、彼の渾身の一球をサヨナラ満塁弾にしている。
選球眼も非常によく、本人曰く「ストライクしか振らない」とのことで、僅かにでもストライクゾーンからはみ出たボールは、悠然と見送っている。また、長打力の低下したスランプに陥った際は、器用なアベレージヒッターに徹していた。
守備でも、秀でた反射神経と躍動感あふれる守りを見せている。しかし、攻守において、読みや判断力の甘さ、気持ちを切り替えられない未熟さなどが失敗を招くこともある。
成長
一流ゆえの傲慢な自信家であると同時に、閉鎖的で幼稚な性質も特に初期には強く見られた。二世扱いされると逃げ、声をかけてくれた者には心を開くなど繊細な面も見られる。自分から他人とトラブルを起こすことなく付き合うこともなかったが、主人公・吾郎にはきつい言葉を浴びせる事態になった。吾郎への敵意の根底には嫉妬心と逆恨みがあったが、Jr.は唯一の家族である父の情が自分ではなく吾郎に注がれているという本音の部分は他人に吐露しない。しかし父親にこの思いを垣間見せたことで、ギブソンから父としての言葉をもらった。試合では吾郎に敗北するものの、吾郎のひたむきな野球魂はJr.を目覚めさせた。この敗北はJr.の成長の始まりとも言える。
父親との和解を経て登場を重ねるごとに顔つきも変わり、次第に冷たく高慢な性質は薄れて幼さや未熟さを露呈する動揺しやすい人物へ変遷。気が強い性格は一貫しており挑発的な言動も多いが、純粋な表情を見せるようにもなり、時間の経過と共に変化を見せながら成長した。しかし斜に構えた態度を保つ反面非常に幼く、物事を引きずりやすく閉じこもりがち、不貞腐れがちである面は最後まで変わらない。W杯では感極まった顔を見せ、スランプで苦しんだ夏を経て、秋のリーグ優勝では初めて明るい笑顔を見せた。父との関係はかみ合わない時もあるが、やがて偉大な父として強く尊敬するようになり、初の親子対決では父に恩返ししようと意気込んだ。父相手に完敗し続けた結果、ギブソンの説教を受けて4番打者として大きく飛躍していく。
W杯優勝から始まり、ワールドチャンピオンに輝いたこのメジャー2年目が、精神的にも選手としてもひとつの節目となっている。リーグ優勝決定戦で、勝利へのネガティブな姿勢を父から叱咤されたことは、選手としてのメンタリティも成長させた。
8年後のレイダースにおいて、劣勢でも最後までモチベーションを落とさない頼もしい選手となっており、チームが敗戦ムードに沈んだ中でファンのために戦い抜いた。その直前の新婚旅行では、妻を伴って吾郎の父親の墓参りに訪れている。

## アニメでの人物像
アニメ版では、人格形成における境遇などが原作と異なる。
父の過失と茂治の死を知っており、同級生に父親を人殺し呼ばわりされたり、離婚によって母と妹が事故死したことが原因で、激しい憎悪に目覚める過程が描かれた。
その後、一家離散の原因を作った2人を、異常なまでに恨みながら野球を続け、憎悪の化身としていった。
チャンピオンシップシリーズで、父親からアドバイスされても反抗的に恨みを抱き続けたが、対戦するうちに吾郎（本田親子）とギブソンの本当の姿を理解して更生していき、吾郎とも和解する。
マイナーリーグ時代は、吾郎を本田ジュニアと呼んでいる。人格者への成長として、W杯決勝戦後には吾郎に礼を述べ、また父親の見舞いに訪れた際にも穏やかな好青年の風貌が存在するなど、父親との和解・吾郎との対決を経て丸くなっていった。メジャーリーグ編においては吾郎に対する敵対心は完全に無くなったようで、吾郎については「俺のライバル」と評している。
なお、原作ではW杯編からダークなイメージが薄らいでいくが、アニメ版ではそういった変化はなく、当初から威厳に満ちた落ち着きのある人物として描かれた。

## 来歴
マイナーリーグ編
オープン戦で吾郎から本塁打を決めた後で「お前ら親子を倒しに行く」と宣戦布告される。茂治を冷酷に侮辱してこれに応じ、本田の事故死が俺から家族を奪ったのだと逆恨みした。チャンピオンシップシリーズ前に吾郎に敵意をあらわにし、「自分が三振したら茂治の墓前で土下座、吾郎が自分にホームランを打たれたらアメリカから去る」という賭けを提案。迎えた第1戦、余裕の態度を見せていたが100マイル（約161km）の速球に追い詰められていき、102マイル（約164km）を空振り三振。この敗北の屈辱がJr.に野球へのひたむきさを与えるきっかけになる。試合後に急遽メジャー昇格するも、リベンジしないままの昇格に煮え切らず、試合では凡打しか出なかったが、怪我でリタイアしていたはずの吾郎が登板したと知り、早く優勝を決めてマイナーへ戻るという決意を固めた。
ファルコンズに戻ったJr.は試合中にギブソンのもとに駆ける。父親の冷たさに傷つきながら、吾郎は自分に負けてアメリカから去るのだと意気がるが、ここでギブソンから愛情表現とアドバイスを受け、左打席へ入った（吾郎は速球だけの投手であるため、利き腕である左打ちで対応）。吾郎に悪ぶった言動を見せるが、吾郎のギブソンへの敬意と野球への純粋さを知って揺れ動く。最後はバットが砕けて三振した。吾郎と再戦を誓って和解。オフ、アオダモのバットでトレーニングに励む。
W杯編
狭心症をわずらっていながら手術しようとしない父親を懸命に説得するがギブソンは意志を曲げない。父親を登板させないよう監督に直談判した。準決勝のベネズエラ戦、初スタメンサードで7番。守備の最中にギブソンの動きを気にするが、ピンチにギブソンは突然マウンドへ現れた。監督に病をばらしたことが知れて怒りを買い、やむをえず父親の登板を監督に願う。ギブソンの闘志によって発奮したアメリカは勝利するもギブソンは翌日倒れた。
決勝の日本戦で打順が6番に上がった。劣勢を見かねて駆け付けたギブソンの存在が反撃のきっかけを生む。接戦となった厳しい状況でギブソンの様子を気にし続けていたJr.は最後まで父の登板を快く思わなかった。しかし打者を三振に取った父親の姿に感動、終盤には野球の神に祈るなど、ギブソンの生き様を理解していく。延長16回、力尽きたギブソンに勝利を託されたJr.はノーアウト満塁の場面、102マイルを投じた吾郎からサヨナラ満塁打を放つことで死闘に終止符を打つ。翌日の病院で父親と向かい合った際には口調が砕けたり赤面したりと内面の変化を覗かせた。この決勝戦では吾郎から2本の本塁打を放って勝利、今大会のMVPにも輝いた。守備面でも強烈なライナーを捕球してピンチを救うなど活躍。野球に対する熱い姿勢をストレートに見せるようになったのもW杯の頃からである。吾郎のフォークボールもVTRなどで研究しており、三球三振したボルトンに強い態度を示した(アニメではカットされている。なおボルトンは後にアニメ第6シリーズで平常心を失っていたとはいえ、吾郎のフォークを捉え、タイムリーを決めている)。
メジャーリーグ編
オープン戦やシーズン序盤で本塁打を連発し快調だったが、5月に入ると長打力が著しく低下し、打率も2割台前半(アニメでは2割5分)にまで急降下。ギブソンに相談するものの、冷たくあしらわれる。6月の交流戦で打率は3割に持ち直してチームに貢献していたが、本塁打の出ない日が続く。交流戦の最中、ギブソンの現役復帰を知り動揺。しかし結果を出せずに間もなく引退したギブソンが再起をかけてマイナーリーグで投げている姿を観戦。父親の野球への情熱とアドバイスを受け止めて本来の自分を取り戻す。
強打者として活躍、レイダースの首位争いの原動力になった。しかし、バイソンズに昇格したギブソンとの対決では100マイルの直球を見逃し三振。リーグ優勝決定戦で、4番打者として再登場。このシリーズの親子対決でも完敗し勝利を諦めた。しかしギブソンに説教されて逆転打を放つなど、成長の裏側に父親の存在があることが多い。翌日ギブソンに叱咤激励をもらってワールドシリーズへ。この年Jr.は自身のホームランで3度の優勝を経験した。
8年後、ギブソン監督擁するレイダースで、4番打者を担っている。ワールドシリーズでホーネッツ対レイダースが実現。王手をかけられた第6戦、吾郎との対決で、ピッチャーライナーが頭部を直撃。吾郎が登板不可能となったことで第7戦前の打撃練習では球が飛ばなかったが、初回裏に先制の一打を放つ。やがてシーソーゲームとなっていった戦いの中、打たれた投手をフォローし、チームを一途に鼓舞し、監督のミスを返上し、守備中にも声を出すなどJr.は以前までとは異なる勝利への一途さを成長の証として現した。しかしレイダースは、登板した吾郎の力投にチャンスを広げながらも打線を封じられる。同点のまま迎えた10回表、Jr.のファインプレーでもピンチを脱しきれず、再び満塁打を浴びた。Jr.は決して試合への集中力を失おうとしなかったが、チームは勝利をあきらめ、監督さえも消沈した。そうした温度差の中、試合終了を待っているベンチの視線を受けながらJr.は打席で一人戦う。今シーズン限りでレイダースを去ることもあり、最後の打者になりたくない意地や葛藤に苦しみながらもがいた。移籍に対して起きたファンからのバッシングに傷ついたが、スタジアムに響き渡った盛大なJr.コールに感極まり、ファンへの思いを乗せて渾身の一振りを放つ。しかし、結果はファウル。続く10球目のストレートを空振り三振に終わり、レイダースは敗れた。

## 成績・記録
- 全米ドラフト1位。
- 1年目:打率.382、48本塁打（マイナー時代）[12]。
- 2年目：打率.329、41本塁打、108打点以上。第1回W杯MVP。
- 9年目：三冠王。
- 10年目：二冠王（首位打者・本塁打王）。6年連続、3割30本塁打100打点達成。
- 17年目：通算350本塁打[13]。